# حمید واحدی
حمید واحدی (زادهٔ ۱۲ فروردین ۱۳۴۴) سرتیپ خلبان سوخو-۲۴ ارتش جمهوری اسلامی ایران است، که فرماندهی نیروی هوایی ارتش جمهوری اسلامی ایران را از تاریخ ۲۸ شهریور ۱۴۰۰ برعهده دارد.
او از ۲۵ شهریور ۱۳۹۷ تا ۲۷ شهریور ۱۴۰۰ جانشین فرمانده نیروی هوایی ارتش بود.
وی در سال ۱۳۶۳ به عضویت ارتش جمهوری اسلامی ایران درآمد و پس از فارغ‌التحصیلی از دانشکده خلبانی نهاجا، از سال ۱۳۶۷ فعالیت به‌عنوان خلبان هواپیمای شکاری اف-۵ تایگر را در نیروی هوایی ارتش آغاز کرد. او بعد ها برای آموزش پرواز با جنگنده سوخو-۲۴ به روسیه رفت .واحدی در فاصله سال‌های ۱۳۹۲ تا ۱۳۹۶ به‌عنوان فرمانده پایگاه دوم شکاری تبریز فعالیت می‌کرد و از ۱۳۹۶ تا ۱۳۹۷ معاونت بازرسی ارتش جمهوری اسلامی ایران را برعهده داشت.

## زندگی‌نامه
حمید واحدی در فروردین ماه ۱۳۴۴ در شهر رفسنجان، استان کرمان زاده شد. وی از سال ۱۳۶۳ فعالیت در نیروی هوایی ارتش جمهوری اسلامی ایران را آغاز کرد و پس از گذراندن دوره مقدماتی در فرماندهی آموزش‌های هوایی شهید خضرائی، در سال ۱۳۶۷ از دانشکده خلبانی نهاجا فارغ‌التحصیل شد و به‌طور رسمی فعالیت خود را به‌عنوان خلبان هواپیمای شکاری اف-۵در نهاجا آغاز کرد. او در سالهای ۱۳۷۹ و ۱۳۸۰ دوره سیمیولاتور هواپیمای جنگنده سوخو-۲۴ را در کشور روسیه طی کرد. واحدی در سال ۱۳۸۷ دوره دانشکده فرماندهی و ستاد (دافوس) را نیز در گرایش مدیریت امور دفاعی به‌پایان رساند.

## سوابق
- جانشین بازرسی و ایمنی نهاجا
- فرمانده پایگاه دوم شکاری تبریز
- معاون بازرسی ارتش جمهوری اسلامی ایران
- جانشین فرمانده نیروی هوایی ارتش[۱۰]
- فرمانده نیروی هوایی ارتش[۱۱]

## جانشینی و فرماندهی نیروی هوایی ارتش ایران
- در پی ارتقاء عزیز نصیرزاده از سِمَت جانشین فرمانده نیروی هوایی ارتش، به فرماندهی این نیرو، در شهریور ۱۳۹۷ با پیشنهاد عزیز نصیرزاده (فرمانده نیروی هوایی ارتش) و تصویب سید عبدالرحیم موسوی؛ فرمانده کل ارتش جمهوری اسلامی ایران، حمید واحدی، به سمت جانشینی فرمانده نیروی هوایی ارتش منصوب شد.[۱۲]

- حمید واحدی در پی ارتقاء عزیز نصیرزاده فرمانده نیروی هوایی ارتش به سِمَت جانشین رئیس ستاد کل نیروهای مسلح؛ با پیشنهاد سید عبدالرحیم موسوی؛ فرمانده کل ارتش و با تأیید رهبر جمهوری اسلامی، جایگزین وی شد.[۱۳][۱۴]

## جایزه‌ها و نشان‌های افتخار
این بخش شامل نشان‌ها و جایزه‌های رسمی امیر واحدی است که بر روی لباس همسان او نصب می‌شود، ولی جایزه‌های غیرنظامی و غیررسمی را دربر نخواهد گرفت.

### آرم‌ها
| آرم‌های سینه |                         |
|             | خلبان سوخو-۲۴           |
| آجا         | دانشگاه فرماندهی و ستاد |

| آرم‌های بازو |                 |
| نهاجا       | بج بازو سوخو-24 |

### نوار نشان‌ها
|                    |            |  |
|                    |            |  |
| دوره کارشناسی ارشد | دوره دکتری |  |
|                    |            |  |
|                    |            |  |

### نام نشان‌ها
| نشان جهاد              |                        |              |
| نشان ایثار             | نشان لیاقت             | نشان ورزش    |
| دوره کارشناسی ارشد     | دوره دکتری             | نشان دانش    |
| دوره علوم استراتژیک    | دوره دافوس             | دوره عالی    |
| دوره سوم دانشگاه افسری | دوره دوم دانشگاه افسری | دوره مقدماتی |